# AGM-69A空对地導彈
波音AGM-69 SRAM（短程攻击导弹的缩写）是一种有核空对地导弹。它的射程高达50海里（93公里；58英里），旨在使美国空军的战略轰炸机能够穿透苏联的地对空导弹防御系统进入其领空。
SRAM的目的是取代旧的AGM-28猎犬战区外武器，两者的任务基本相同。AGM-28是一种非常大的导弹，只能由B-52成对携带，因此一些飞机的任务是压制苏联的导弹和雷达站点，由其他飞机继续攻击其战略目标。SRAM则非常小，可以与其他武器一起携带，允许一架飞机以自己的方式抵近目标。
SRAM于1972年投入使用，曾由多型飞机运载，包括B-52、F-111A戰鬥轟炸機和B-1B战略轰炸机。1980年9月，一场地面火灾引发了人们对弹头安全性的担忧，该型武器在1990年进行安全检查时暂停服役。这揭示了一些导弹的火箭发动机产生了裂缝，可能导致它们在发射时爆炸。
SRAM于1993年停止使用，此时它的任务已因AGM-86导弹的推出而过时，AGM-86可以从苏联武器的范围之外发射，不再需要轰炸机穿透苏联的防御。